# Styl Ruhagyár
A Styl Ruhagyár Szombathely egyik legnagyobb múltú vállalata, amely felsőruházati termékek gyártására szakosodott. Az egykori állami vállalat privatizációját követően alakult részvénytársaságot felszámolták, a jelenlegi Styl Fashion Kft. pedig 2023-ban súlyos gazdálkodási nehézségekkel küzd.

## Székhelye
9700 Szombathely, Puskás Tivadar u. 5.

### Telephelyei
- 9700 Szombathely, Puskás Tivadar u. 3. (?) - fő telephely
- Körmend, Hunyadi u. 45. (STYL Ruhagyár Rt., 2003. okt. 1. előtt)
- Vasvár, Hunyadi u. 2. (2003. okt. 1. előtt)

## Története
1952-ben a magyar állam 15 szabó kisiparos összevonásával megalapította a Női Ruházati Vállalatot Szombathelyen. Az állami vállalat a célja férfi felsőruházati termékeknek az állami üzletek számára való gyártása volt. 1960-ban Vasváron újabb üzemet hoztak létre a női felsőruházati termékek gyártására.
Az új gazdasági mechanizmus idején, 1967-ben kapta a vállalat a Styl Ruházati Vállalat nevet. Ekkoriban Körmenden új gyártóüzemet hoztak létre. 1970-ben új üzemépületet rendeztek be Szombathelyen az akkoriban emelkedő keleti piaci igények kielégítése érdekében.
1973-ban bővítették a vasvári gyárat, és a vállalat átköltözött az új székhelyre, amelyet ismét bővítettek. A férfi felsőruházati termékek adták a termelés legnagyobb részét.
1988-ban ötéves bérmunka-keretszerződést írtak alá a Bäumler AG céggel, amelynek ez évi vásárlása 84,3 mFt.
1989-ben a Styl és a Bäumler cég közötti szoros együttműködésen alapuló kedvezményes kamatozású bajor tartományi hitelből és a külföldi tőkebefizetésekből új zakógyártó gépsort adtak át. 1989. október 1-jén a Styl Részvénytársasággá alakult 481 millió forintos alaptőkével. A legnagyobb részesedéssel bíró alapító a Bäumler cég volt. 1990-ben a szombathelyi üzemépületet közel egyharmadával bővítették és nagy összegű gépberuházás is történt. Az angol Maitland cég részvényessé válásával az alaptőke 500 millió Ft-ra emelkedik. Az össztermelés 84,4%-a Nyugat-Európába és az USA-ba készül." 1991-ben "Valamennyi telephely földtulajdona bejegyzésre került a társaság javára a privatizáció során. 1991. június 21-én megtörtént a Styl Ruhagyár Rt. tőzsdei bevezetése. A szombathelyi ruhagyár akkoriban 5 üzemében 3500 embert foglalkoztatott, és 1990-ben 202 millió forintos adózott eredményt ért el. A tőzsdei bevezetés napján a cég részvénye 3271 forinton zárt; ekkor a ruhagyár kapitalizációja 22 millió dollár volt. 1998-ig a cég nyereségesen működött, azonban ezután 2 milliárdos akkori saját tőkéjét elvesztette, alkalmazottainak 90 százalékát pedig elbocsátotta. A távol-keleti gyártókkal való versenyt a cég elvesztette. 
2000. november 30-án a német Bäumler AG megszerezte a Styl Ruhagyár Részvénytársaság részvényeinek 43,46%-át, ettől kezdve többségi irányítást biztosító befolyással rendelkezett a Styl Ruhagyár Részvénytársaságban.
2002-ben az addig 1685 embert foglalkoztató Styl Ruhagyár 250 munkahelyet szüntetett meg. 2003. október 1-jével a Styl Ruhagyár Rt. vasvári és körmendi üzemeit bezárták. A termelés ezután Szombathelyen koncentrálódott.
A Factum 99 Rt. 2004. december 21-én felszámolási kérelmet adott be egy 6000 dollár összegű tartozás meg nem fizetése miatt. A Styl Rt. elismerte a tartozást. Ezután a bíróság megállapította a cég fizetésképtelenségét és elrendelte a társaság felszámolását, végül a Vas Megyei Bíróság a Vectigalis Rt.-t jelölte ki a Styl Ruhagyár Rt. felszámolójául. A felszámolással véget ért a cég 14 éves tőzsdei pályafutása.
Még az Rt. felszámolási eljárásának idején, 2009-ben alapították a STYL FASHION Ruhaipari Korlátolt Felelősségű Társaság céget (rövidített név: STYL FASHION Kft.), amely azóta szintén felszámolás alá került. 2009-ben a Bäumler cég csőd alá került, és ez megingatta a szombathelyi cég gazdálkodásának egyensúlyát is.
2015-ben fejeződött be a Styl Ruhagyár Rt. több mint egy évtizeden át tartó felszámolása. A felszámolótól az épületeket és termelő berendezéseket a szakmai befektetőkből álló Styl Fashion Kft. vásárolta meg, mégpedig a szombathelyi helyi önkormányzat bevonásával, jelentős állami támogatással.
2015-ben stratégiai befektetők és Szombathely Önkormányzata megvásárolták a Styl Rt. vagyonát. 2015. június 1-jétől a cég új néven, Styl Fashion Kft.-ként működik. Az új tulajdonos ígérete a géppark felújítása, az IT-állomány fejlesztése, az ingatlanok felújítása és a dolgozók intenzív képzése volt.
2017-ben a Styl Fashion Kft. gazdálkodása ismét nehéz helyzetbe került, miután kiderült, hogy az állami és önkormányzati mentőövet kapott cég az előző évben jelentős veszteséget halmozott fel.
2019-ben Radics Tibor és fia a korábbi német tulajdonostól megvásárolták a Styl 70%-os tulajdonrészét, és megkísérelték a cég helyzetének rendezését.
2023 szeptemberében leállt a termelés a cégnél, miután a szolgáltató kikapcsolta az áramot. Október elején újraindult az üzem, de azóta is aggregátorokkal termelik az áramot.